# Carlos Gómez Carrera
Carlos Gómez Carrera (Madrid, 1903 - Paterna, 28 de junio de 1940), referido en ocasiones por error como Carreras y conocido también por su alias Bluff, fue un dibujante español. Destacó durante la guerra civil con sus ilustraciones y colaboraciones en Adelante, La Correspondencia de Valencia, La Libertad y La Traca mediante viñetas de corte antifascista, en las que caricaturizó a Francisco Franco «como una figura mofletuda y un tocado hecho con plátanos».

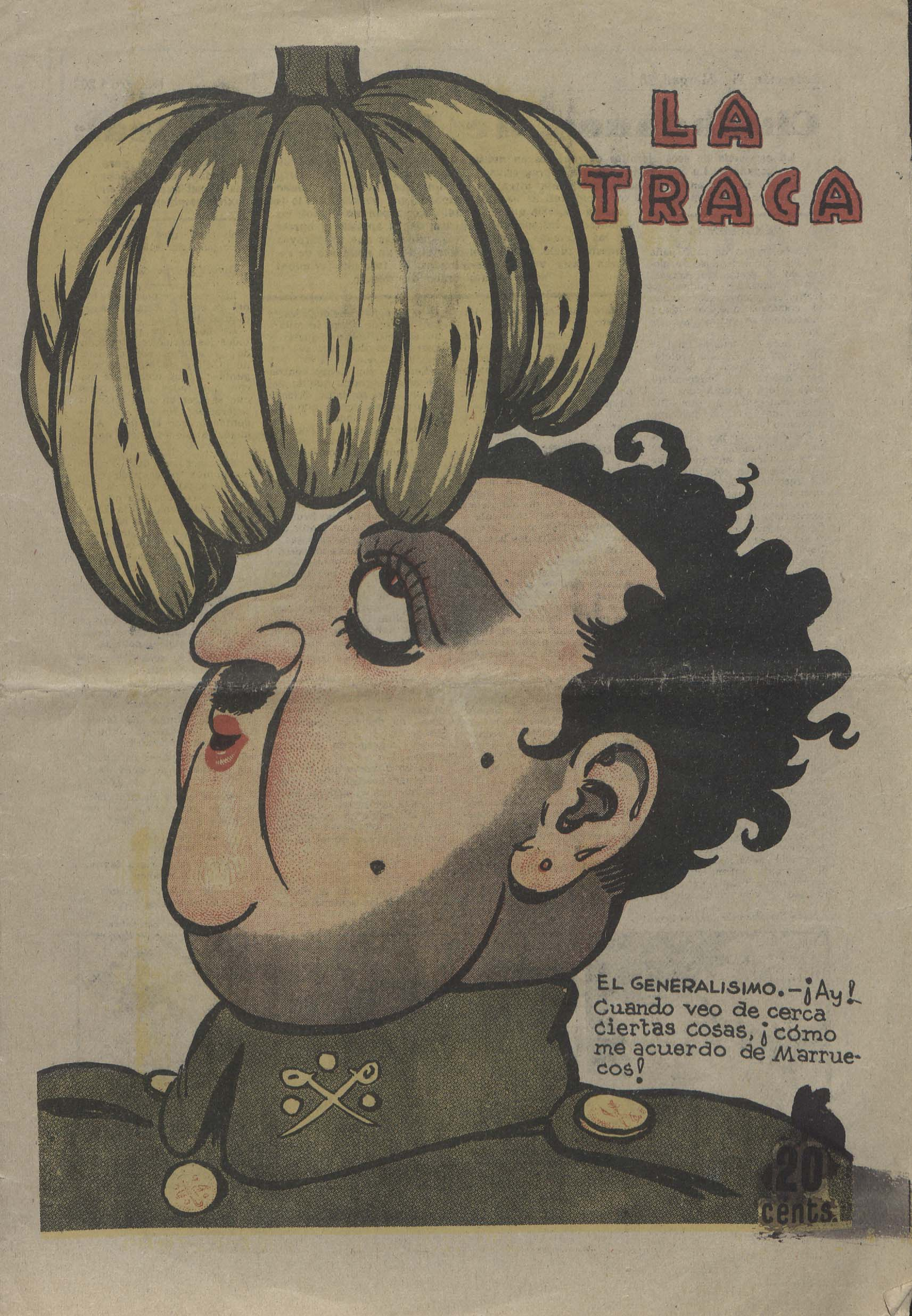
Caricatura de Francisco Franco en la portada de La Traca del 16 de septiembre de 1937, obra de Gómez Carrera.

Al final de la guerra fue detenido de manera preventiva e ingresado en la Cárcel Celular de Valencia, donde se acogió a la redención de pena por el trabajo que había propugnado la dictadura a través de Acción Católica en la orden del Ministerio de Justicia del 11 de marzo de 1940. Así, Gómez Carrera vino en crear una historieta –Don Canuto, ciudadano peso bruto– que se publicaba en el periódico de prisiones, Redención, editado por la Dirección General de Prisiones y dirigido a los presos. Con el paso del tiempo se incrementaron las suscripciones de Redención hasta cerca de un 100%, sobre todo en Levante, lo que llevó a las autoridades penitenciarias a señalar como responsable del incremento a Gómez Carrera y, tras analizar sus viñetas, llegaron a la conclusión de que una en concreto, en la que aparecía un puño cerrado y una estrella de cinco puntas, símbolos del comunismo, tenían un significado propagandístico "rojo". Un consejo de guerra lo juzgó por rebelión, lo condenó a muerte y fue ejecutado en el campo de tiro de Paterna –provincia de Valencia–, junto otras treinta personas, entre ellas el empresario Vicent Miquel Carceller.